# Nils Severin
Nils Persson Severin, född 30 mars 1861 i Västerstads socken, död 26 mars 1945 i Chicago, var en svenskamerikansk byggnadspionjär och frikyrkoman.
Nils Severin var son till åbon Per Nilsson. Efter avslutad folkskola blev han lärling hos en byggnadsentreprenör i Västerstad och fortsatte därefter sin fackutbildning vid olika firmor i byggnadsbranschen. Han startade egen rörelse 1887, då han med Baptistförbundet, varav han var medlem från 1882, uppgjorde kontrakt om en kyrka i Västerstad. 1888, efter kyrkans fullbordande, reste Severin till USA, ursprungligen endast för att studera byggnadsindustrin. Efter att ha arbetat några månader som byggnadssnickare startade han dock redan samma år egen byggnadsfirma, The Severin Company i Chicago, och den uppvecklades snabbt under hans ledning och byggde ett stort antal kyrkor, skolor, sjukhus, förvaltningsbyggnader, hyreshus och villor. 1927 utförde firman en stor ombyggnad och utvidgning av Vita huset i Washington. Severin var även ledamot av styrelsen för det betydande livförsäkringsbolaget The Mutual Trust Life Insurance Company of Illinois. Severin uppehöll efter överflyttningen till USA kontakten med Sverige, främst genom sin verksamhet inom den svensk-amerikanska baptiströrelsen. Han var bland annat ledamot av styrelsen för The Swedish Baptist General Conference in America och ordförande i dess litterära utskott.